# Jordan EJ10
La Jordan EJ10 è la decima monoposto di Formula 1 prodotta dalla Jordan Grand Prix, realizzata per partecipare al campionato mondiale di Formula 1 2000. Progettata da Mike Gascoyne, era guidata da Heinz-Harald Frentzen e Jarno Trulli.
Il nome "EJ10" celebra il decimo anno della Jordan in Formula 1.

## Carriera agonistica

### La stagione
Venne confermato Heinz-Harald Frentzen, mentre venne ingaggiato Jarno Trulli, proveniente dalla Prost. Nonostante la vettura fosse effettivamente valida (tanto da reggere il confronto persino con le scuderie più forti) soffrì per tutta la stagione di continui problemi di affidabilità, legati soprattutto ad un'elettronica troppo sofisticata; emblematici a tal punto furono i gran premi di Melbourne e Montecarlo, dove, nel primo caso, entrambi i piloti furono costretti a ritiro mentre Frentzen si trovava in lotta con Barrichello per il secondo posto; nel secondo caso Trulli dovette ritirarsi nonostante fosse secondo dietro Schumacher dopo un'ottima sessione di qualifica che lo aveva portato in prima fila.
A partire dal Gran Premio d'Austria la squadra schierò una seconda versione della monoposto, denominata EJ10B, che avrebbe dovuto correggere i problemi di eccessiva usura degli pneumatici riscontrati nella prima parte di stagione.
I migliori risultati furono due terzi posti di Frentzen (Brasile e Stati Uniti). La stagione si concluse con la Jordan al 6º posto nella classifica costruttori.

#### Risultati completi
| Anno | Team   | Motore      | Gomme | Piloti   |     |   |     |    |    |     |     |     |   |     |     |   |     |     |     |     |     | Punti | Pos. |
| ---- | ------ | ----------- | ----- | -------- | --- | - | --- | -- | -- | --- | --- | --- | - | --- | --- | - | --- | --- | --- | --- | --- | ----- | ---- |
| 2000 | Jordan | Mugen-Honda | B     | Frentzen | Rit | 3 | Rit | 17 | 6  | Rit | 10  | Rit | 7 | Rit | Rit | 6 | 6   | Rit | 3   | Rit | Rit | 17    | 6º   |
| 2000 | Jordan | Mugen-Honda | B     | Trulli   | Rit | 4 | 15  | 6  | 12 | Rit | Rit | 6   | 6 | Rit | 9   | 7 | Rit | Rit | Rit | 13  | 12  | 17    | 6º   |